# Грб Костарике
Грб Костарике је званични хералдички симбол северноамеричке државе Костарика.

## Опис грба
Грб се састоји из златног штита неуобичајеног облика изнад кога се налази плава трака са црним словима исписаним AMERICA CENTRAL. У горњем делу штита налази се још једна трака, беле боје, на којој је црним словима написано REPUBLICA DE COSTA RICA.
Главни део штита заузима слика на којој се налазе две водене површине, једна у првом плану а друга у даљини, подељене копненом превлаком на којој се налазе три планинска врха. У позадини је излазеће Сунце. На свакој од две водене површине налази се по један брод једрењак са три јарбола и закаченом заставом Костарике на задњем делу брода. У горњем делу слике налази се седам белих петокраких звезда.

## Симболика
Два брода и водене површине на којима се налазе симболизују Карипско море и Тихи океан, на које Костарика излази. Бродови такође симболизују дугу поморску историју земље. Три планине представљају три главна планинска венца Костарике. Седам звезда симболизује седам провинција. Ранија верзија грба имала је пет звезда, које подсећају на време Сједињених централноамеричких држава почетком 19. века. На то подсећа и плава трака изнад штита.